# Evangelische Kirche Großen-Linden

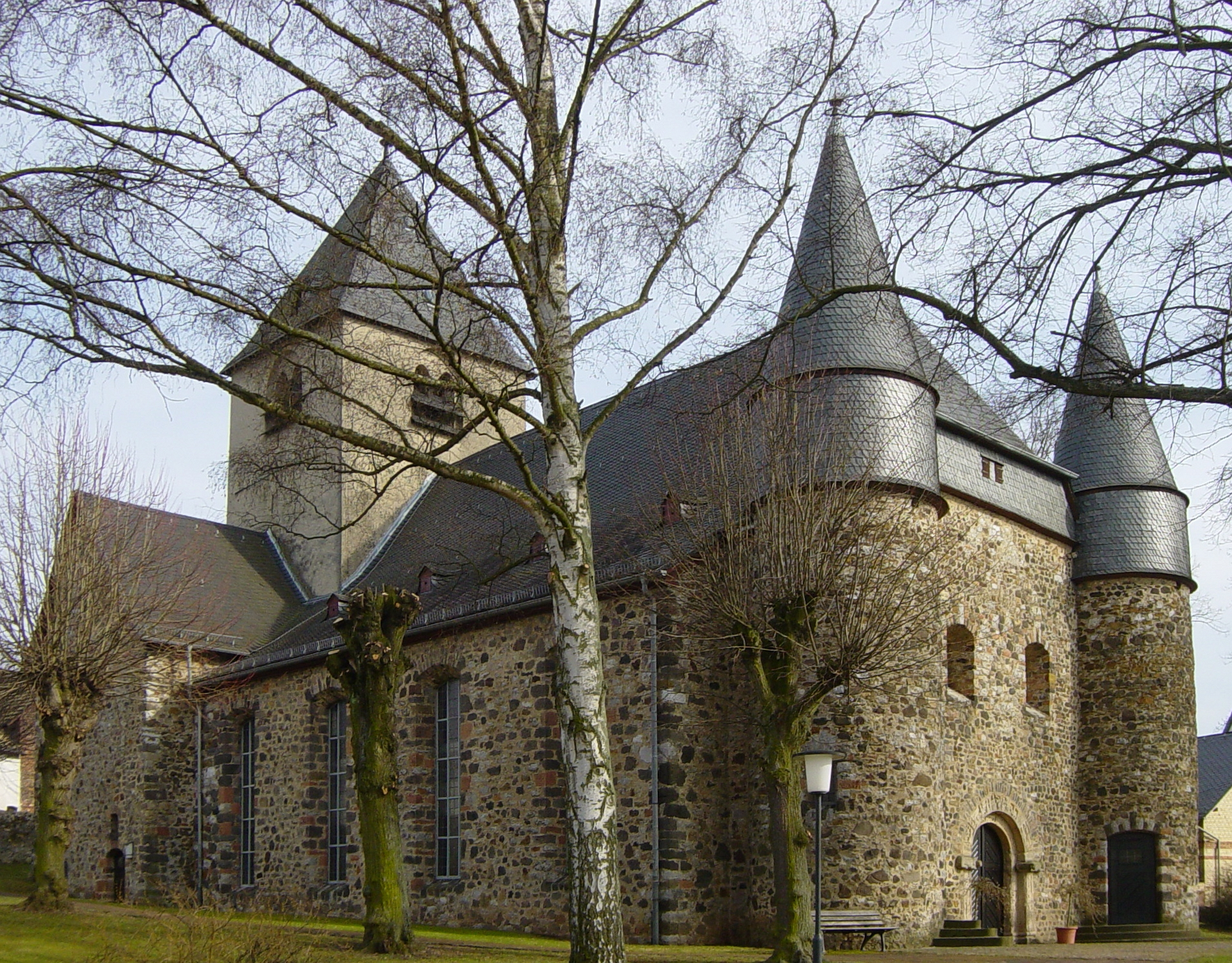
Nordwestseite der Kirche

Die Evangelische Kirche im Stadtteil Großen-Linden der hessischen Stadt Linden ist eine im Kern romanische Saalkirche aus dem 10. oder 11. Jahrhundert. Sie erhielt im 12./13. Jahrhundert ihre kreuzförmige Gestalt. Um 1230 entstand das bedeutende romanische Figurenportal, dessen Bilderzyklus wahrscheinlich Szenen aus dem Leben des heiligen Wenzel von Böhmen zeigt. Zu Beginn des 20. Jahrhunderts wurde das Langschiff zur zweischiffigen Hallenkirche erweitert und der Großteil der Ausstattung erneuert. Kirche, Kirchhof und das Alte Rathaus sind von einer gemeinsamen Mauer umschlossen, die auf eine mittelalterliche Wehranlage zurückgeht. Die Kirche mit ihrem Vierungsturm und den beiden westlichen Rundtürmen prägt das Ortsbild und ist hessisches Kulturdenkmal.

## Geschichte

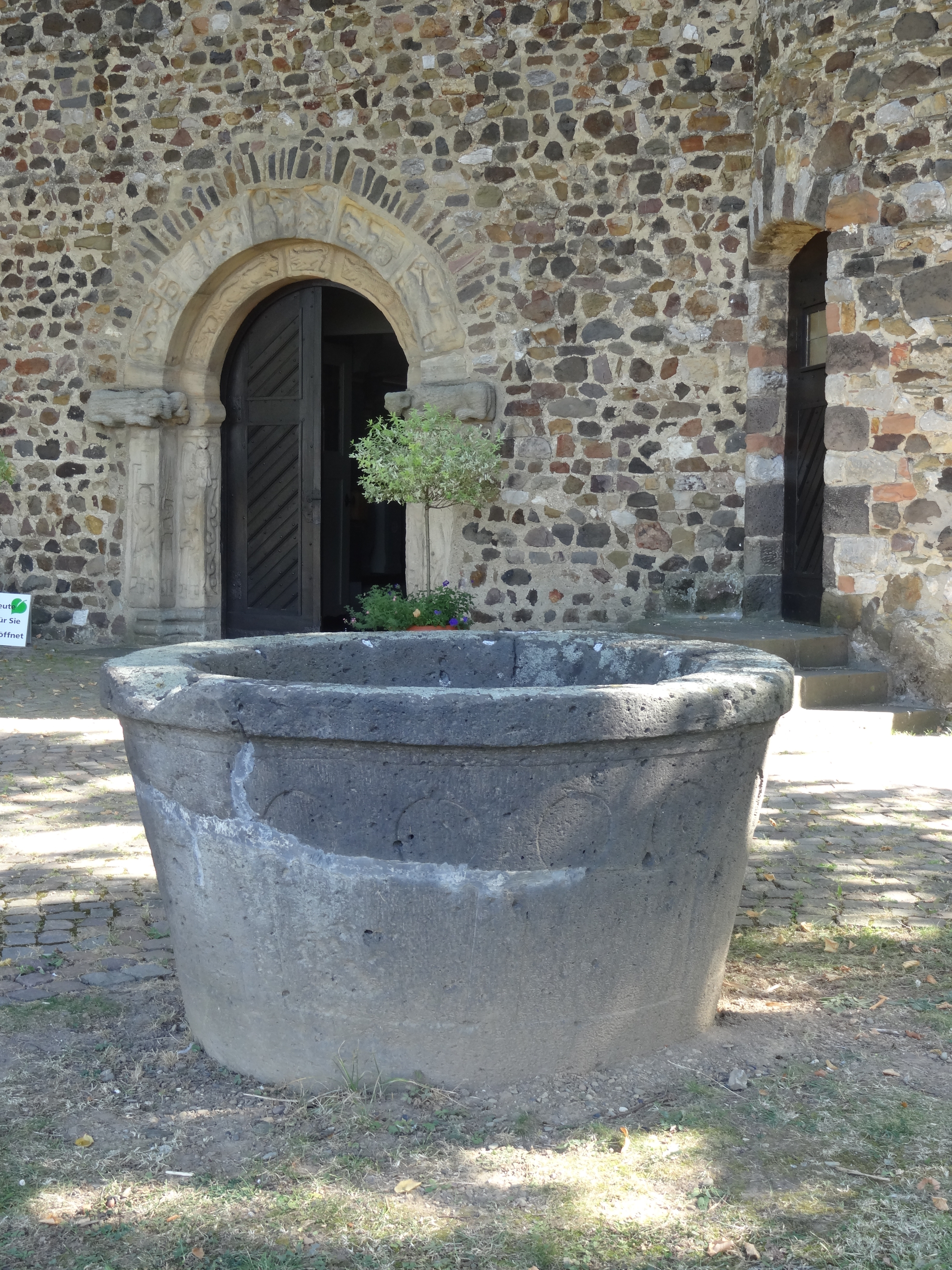
Romanisches Taufbecken (11./12. Jahrhundert)

Ein Fundamentstein mit der Inschrift „817 Anno †“ wird als Hinweis auf eine (wahrscheinlich hölzerne) Kapelle gedeutet, die um 1120 durch einen romanischen Saalbau ersetzt wurde. Dieser Vorgängerbau des heutigen Gotteshauses war eine karolingische Hallenkirche mit einer Turmkapelle. Der Bau auf rechteckigem Grundriss bestand aus einem einschiffigen Langhaus mit westlicher Vorhalle und einer archäologisch nachgewiesenen halbrunden Apsis im Osten. An ihre Stelle trat später ein rechteckiger Chor mit zwei Nebenapsiden. Das Patrozinium des heiligen Petrus wurde im Jahr 1206 erstmals erwähnt. Außer dem Petrus geweihten Hochaltar aus Tuffstein verfügte das Gotteshaus im südlichen Querarm über einen Nebenaltar, geweiht „St. Petri et Pauli“ sowie im Langschiff über einen Altar der heiligen Margareta.
Die Kirche von Großen-Linden war die Mutterkirche von bis zu 22 Dörfern im Hüttenberger Land und im Ort befand sich das Sendgericht. Das Kirchenpatronat übten 1206 die Falkensteiner und die Bolander aus, ab dem 14. Jahrhundert die hessischen Landgrafen. Das Hüttenberger Kondominium unter den Grafen von Hessen und von Nassau-Saarbrücken währte von 1396 bis 1703. Großen-Linden erhielt zwischen 1561 und 1577 Stadtrechte und verließ im Jahr 1585 das Kondominium. Kirchlich gehörte die Pfarrgemeinde in vorreformatorischer Zeit zum Dekanat Wetzlar und Archidiakonat St. Lubentius Dietkirchen im Bistum Trier.
Bei einem Umbau um 1230 wurde die Vorhalle mit der Westempore beseitigt, sodass ein größeres Langhaus entstand. Wahrscheinlich stammen das Querhaus mit Vierungsturm und der rechteckige Chorabschluss ebenfalls aus dieser Zeit. Im 14./15. Jahrhundert wurden zwei fensterlose Westtürme, die ursprünglich nicht hohl, sondern ganz mit Schutt ausgefüllt waren und nur eine symbolisch-ästhetische Funktion hatten, angebaut und im 16. Jahrhundert im oberen Teil neu gestaltet.

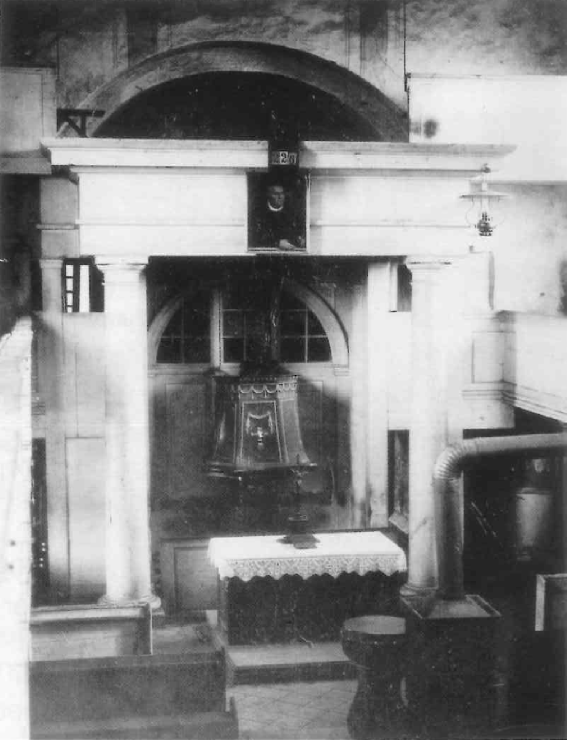
Altar und Kanzel zwischen 1818 und 1907

Mit Einführung der Reformation wechselte Großen-Linden 1527 zum evangelisch-lutherischen Bekenntnis. Am 5. Oktober 1547 berief der hessische Landgraf Philipp I. dort die erste Synode der lutherischen Geistlichen des Hüttenbergs ein. 1561/62 wurden das Kirchendach erneuert und eine flache Holzdecke eingezogen. Die Versetzung des romanischen Südportals in die Westwand erfolgte wohl ebenfalls im 16. Jahrhundert. Die kleinen romanischen Fenster im Langhaus wurden im Jahr 1770 durch größere mit Stichbogen ersetzt. Eine lateinische Inschrift, die bis 1907 am Triumphbogen zu lesen war, wies vermutlich auf eine Verstärkung des Turms im Jahr 1770 hin. 1818 wurden der Fußboden erhöht und das Schiff durch einen großen Holzeinbau im Stil des Klassizismus vor dem westlichen Triumphbogen von Querschiff und Chor abgetrennt. Davor fanden Kanzel und Altar ihre neuen Aufstellungsorte. Der alte Hauptaltar wurde abgetragen, der romanische Taufstein vor die Kirche gestellt, die Sakristei in die Kirche verlegt und es wurden verschiedene Durchbrüche vorgenommen. Im Jahr 1858 fanden eine Innen- und Außenrenovierung und eine Instandsetzung des Chors statt; das Kircheninnere erhielt einen neuen Anstrich.
Seit 1887 verstärkt eine Zusatzmauer die nördliche Vierungswand. Im Jahr 1907 erfolgte außen und innen eine tiefgreifende Umgestaltung der Kirche, dabei gingen die meisten alten Einrichtungsgegenstände verloren. Bei diesem Umbau wurde das letzte erhaltene romanische Fenster in der Nordwand beseitigt. Nach dem Abtragen der Nordwand wurde dort ein drei Meter breites Seitenschiff angebaut, wodurch die heutige zweischiffige Anlage entstand. Die bereits mehrfach ausgebesserte Südwand wurde zum großen Teil neu aufgeführt und die nördliche Vierungsmauer erneuert, sodass die Zusatzmauer von 1887 wieder beseitigt werden konnte. Die Kanzel aus dem Jahr 1818 fand 1908 in etwas umgestalteter Form einen neuen Aufstellungsort am südlichen Vierungspfeiler. Vierung und Chor wurden wieder freigelegt, eine neue Nordempore für eine neue Orgel wurde eingebaut. Die bis dahin funktionslosen und mit Schutt gefüllten Westtürme wurden ausgehöhlt, Fenster durchgebrochen und die Innenwände geglättet. Eingebaute Treppen führen zu den Emporen. Am 22. August 1909 erfolgte die Wiedereinweihung, 1962 wurde die Kirche renoviert.

## Architektur

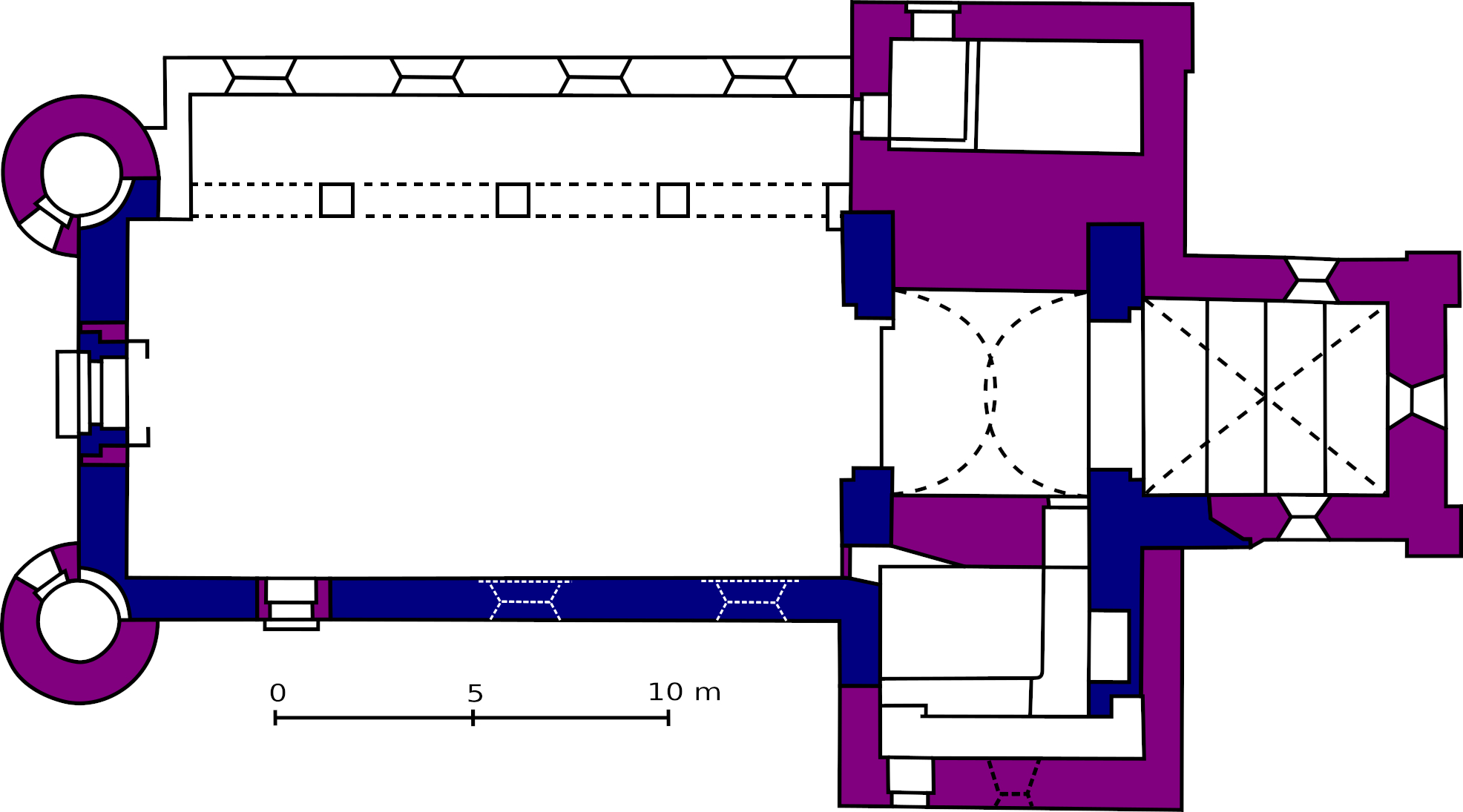
Grundriss der Kirche (älteste Teile in Blau, Erweiterungen in Lila)

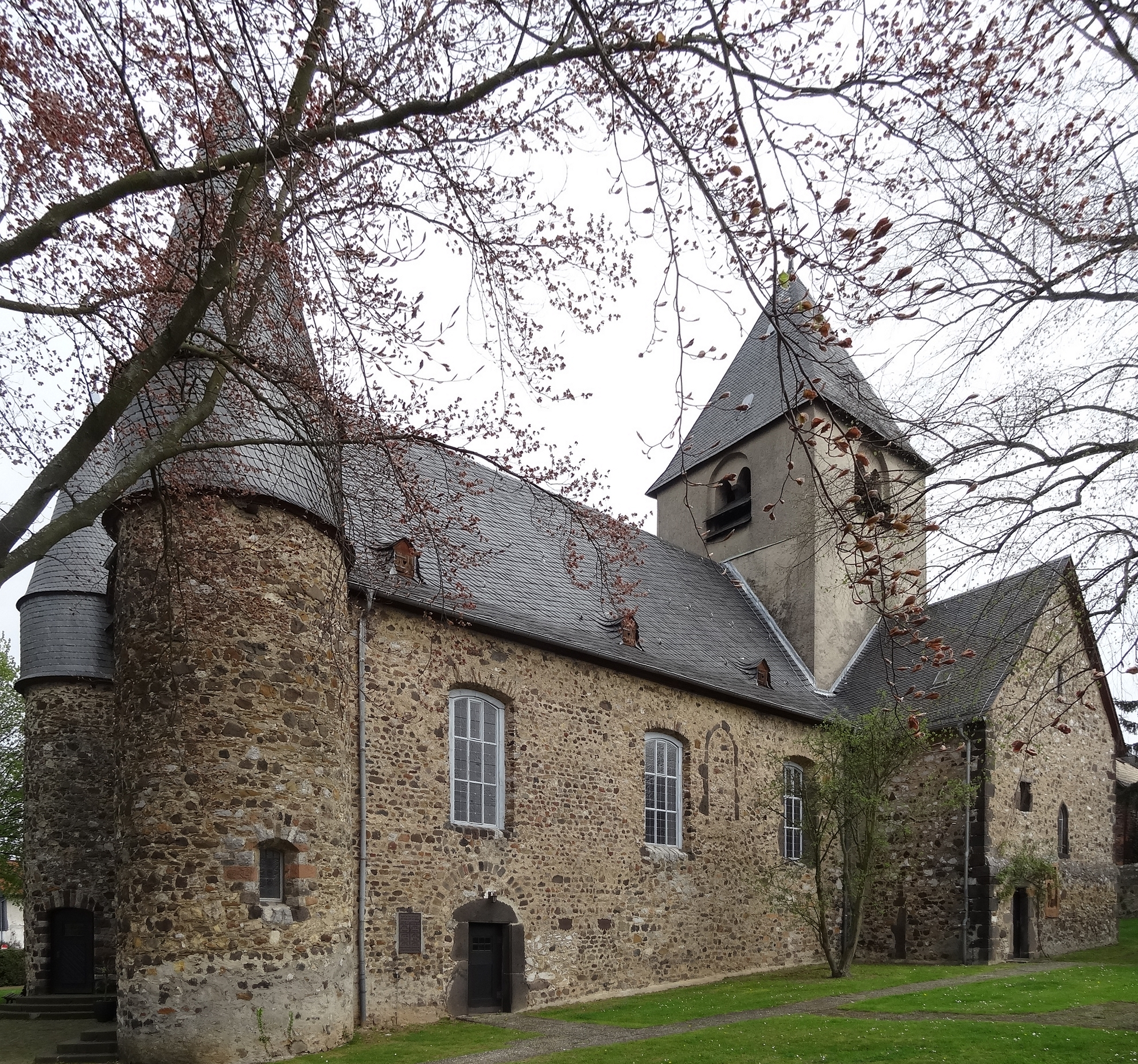
Südansicht

Die geostete, zweischiffige Hallenkirche aus Bruchstein-Mauerwerk auf einer Anhöhe im Südosten der Stadt hat ein Querschiff mit einem Vierungsturm und einen rechteckigen Chorabschluss sowie im Westen zwei schlanke Rundtürme, die ihr ein wehrhaftes Aussehen verleihen. Die fast vollständig erhaltene Friedhofsmauer umschließt ein 5753 m2 großes Gelände, auf dem der Friedhof seit 1874 nicht mehr genutzt wird. Dort steht das Alte Rathaus aus dem 13. Jahrhundert, dessen ursprüngliche Bestimmung unbekannt ist. Seit 1986 dient es als evangelisches Gemeindehaus.
Die Westwand stammt aus dem 12. Jahrhundert; die beiden Fenster mit Stichbogen über dem Portal sind neu. Der Westgiebel schließt mit einem niedrigen Dachgeschoss mit Walmdach ab. Die Südseite präsentiert sich noch teilweise mittelalterlich, erhielt jedoch mehrfach neue Fenster. Die drei Fenster mit Stichbogen wurden 1770 oder 1907 im Stil von 1770 angebracht. Ein großes hochsitzendes spitzbogiges Fenster in der Südwand ist zugemauert. Im südlichen Langhaus und im südlichen Querhaus sind spätgotische Portale mit geraden Türstürzen und gefasten Laibungen eingelassen. Ein spätgotisches Relief aus rotem Sandstein an der Südseite zeigt Christus mit Siegesfahne und Spaten hinter einem geflochtenen Zaun. Die ungewöhnliche Darstellung Christi als Gärtner nimmt auf Joh 20,15  Bezug. Anstelle der alten Nordwand stehen quadratische Pfeiler aus Lungstein, die mit Korbbögen eine Arkade bilden. In die neue Nordwand sind vier Stichbogenfenster eingelassen. Die oberen Geschosse der beiden westlichen Rundtürme bestehen aus verschiefertem Fachwerk mit spitzen Kegeldächern.
Der rechteckige Chor mit kräftigen Ecklisenen hat einen von einem Steinkreuz bekrönten Giebel. Das Innere wird von einem rippenlosen Kreuzgewölbe abgeschlossen und hat an der Süd- und Nordseite große rundbogige Nischen. Die nördliche Nische ist 2,60 Meter breit und 1,60 Meter hoch; der Schlussstein ist als kleine gotische Konsole mit Blattwerk gestaltet. Daneben ist eine rundbogige Tür zugemauert. Die südliche, schmucklose Nische (1,82 Meter breit und 1,55 Meter hoch) wird als Levitensitz gedient haben. Belichtet wird der Chor durch drei schmale rundbogige Fenster in den freistehenden Seiten. Das östliche Jugendstil-Chorfenster mit dem sinkenden Petrus schuf Otto Linnemann im Jahr 1908.
Der wuchtige und breite, 27 Meter hohe Vierungsturm mit Pyramidendach über dem Querhaus hat an jeder Seite zwei gekuppelte spitzbogige Schallarkaden in einer Rundblende. Die Vierung hat innen eine halbkreisförmige Tonne; große rundbögige Triumphbögen verbinden sie mit Schiff und Chor. Der Westbogen ist zum Schiff hin, der Ostbogen zum Chor hin abgetreppt. Die Bögen aus Lungstein haben Kämpferplatten, deren Profilierung und Verkröpfung auf die Zeit um 1230 hinweisen. Der nördliche Querarm ist fensterlos und dient zur Abstützung des Vierungsturms. Im südlichen Querarm, dessen mittelalterliche Substanz weitgehend erhalten ist, sind der Treppenaufgang und die Sakristei untergebracht. Alle Tür- und Fensterumrahmungen des Südarms stammen noch aus dem Mittelalter. Auf der Südseite ist in der Mitte ein spitzbogiges gotisches Fenster eingelassen, links daneben befindet sich ein kleines Rechteckfenster.

## Figurenportal

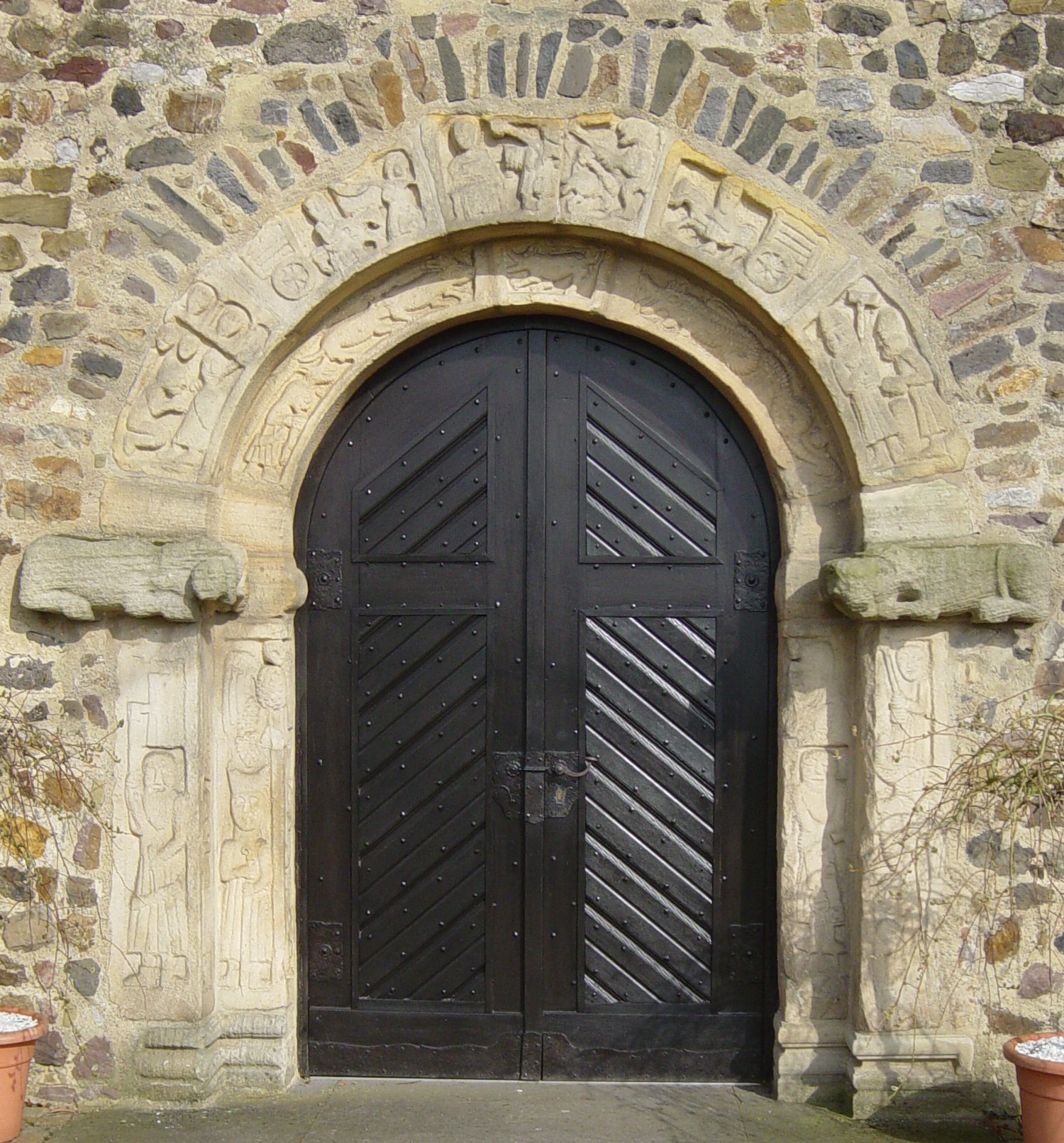
Romanisches Figurenportal

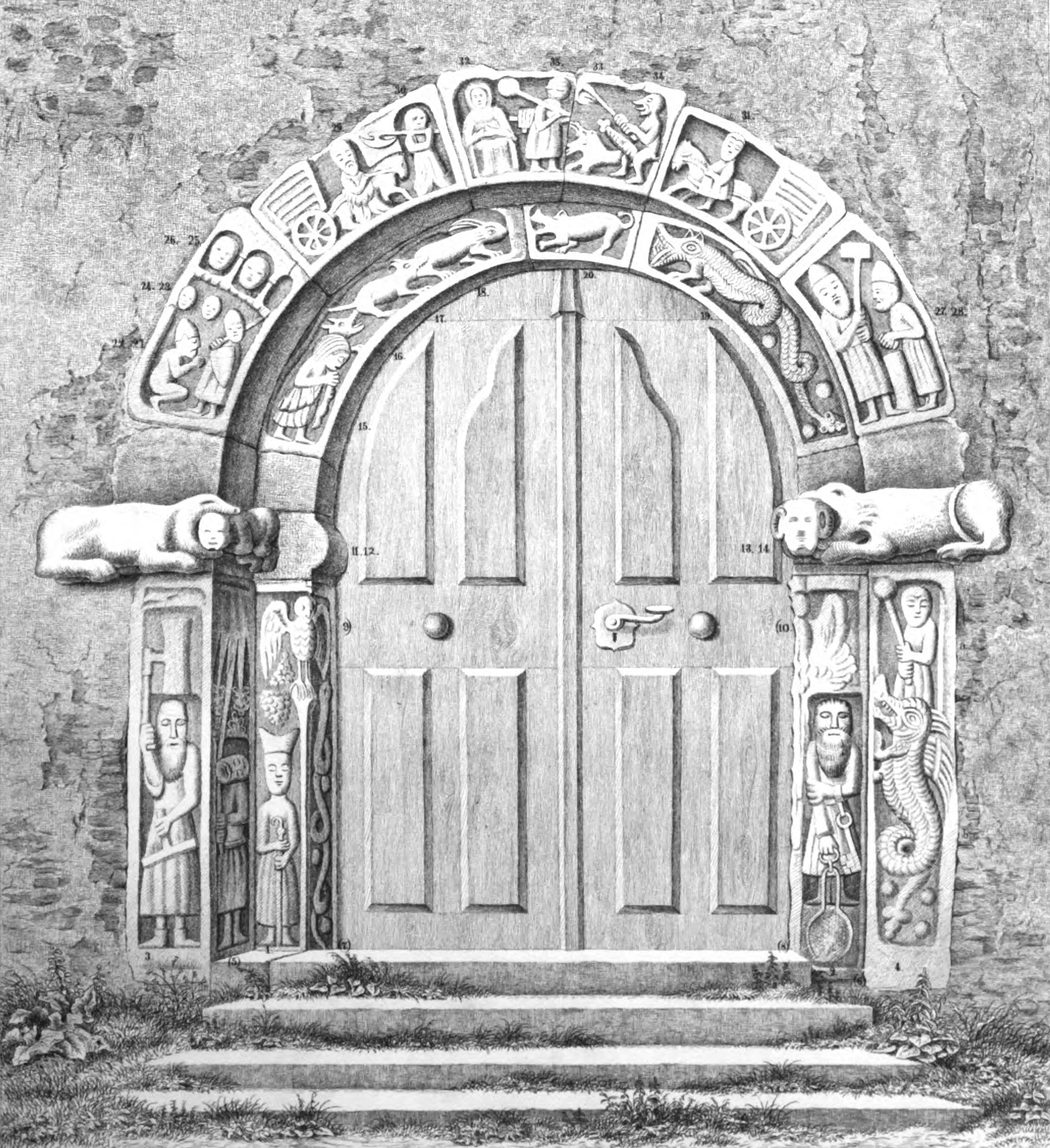
Abbildung des Stufenportals aus dem Jahr 1857

Der Figurenfries am westlichen Hauptportal aus der Zeit um 1230 ist von überregionaler Bedeutung. Ursprünglich zierte er das Südportal, bevor er wahrscheinlich im 16. Jahrhundert umgesetzt wurde. Die verwitterte Nordseite und die Beschädigungen an den Kanten des äußeren Bogens weisen auf ein gewaltsames Herausbrechen hin. Zudem entspricht die Größe des Portalbogens dem Bogenverlauf des Südportals. Der Fries aus Quarzitsandstein hat Vorbilder in den Reliefs der Kathedrale von Modena und dem Pfarrhoftor von St. Peter und Paul in Remagen. In Großen-Linden ist der Doppelbogen nach innen zweistufig abgetreppt und mit figürlichen Reliefs versehen, die ganz unterschiedlich gedeutet wurden, so beispielsweise auf biblische Szenen der Erlösungsgeschichte, als Jagddarstellung, auf die Legende des heiligen Georg oder die Nibelungensage. In halber Höhe haben querliegende Kämpfersteine die Gestalt von Löwen, die das Böse verkörpern, dem die Menschen unterworfen sind. Der linke verschlingt einen Menschen, der rechte einen Widder. Das Gewände unterhalb der Kämpfer trägt vorne und innen  Reliefs, die Bogensteine haben sie nur an der Vorderseite.
Pfarrer Otto Schulte († 14. Juli 1931) deutete die Portalbilder erstmals, dass sie zur Legende des heiligen Wenzel von Böhmen gehören, der in Großen-Linden nachweislich verehrt wurde. Diese These wurde von Koeninger erhärtet und hat sich durchgesetzt. Der Bilderzyklus auf dem äußeren Bogenrahmen besteht von links nach rechts aus fünf Szenen aus dem Leben des Heiligen: Wenzel erscheint auf dem Reichstag zu Worms vor Heinrich I., er geht mit Knecht und Wagen nachts heimlich in den Wald und fällt Holz für die Armen, seine Mutter Dragomir stiftet Boleslaw zum Brudermord an, die Leiche des ermordeten Wenzel wird in einem Wagen nach Prag überführt, dort wird der Grundstein der Grabeskirche gelegt. Die drei inneren Bogensteine zeigen zeittypische Jagdszenen, die an die Holzfällaktion Wenzels anknüpfen: Ein Förster mit Hifthorn und Stock wird von zwei Hunden begleitet, von denen sich einer in einen Hirschen (oder Hasen) verbeißt. Den Angreifern stellen sich im kleinen Scheitelbild ein Wildschwein und im rechten Relief ein Drache mit doppelt gewundenem Schwanz entgegen. Die Pfeilerfiguren am linken Gewände zeigen einen bärtigen Mann mit Axt (möglicherweise Bonifatius), einen Fahnenträger mit quergelegtem Haupt und einen Geistlichen mit Mitra und Bischofsstab, rechts eine sich windende Schlange, darüber einen Adler mit Menschenkopf, der wie auf der Gegenseite über Eck gesetzt ist. Auf der rechten Seite des Pfeilergewändes ist das innerste Relief zerstört. Auf dem nächsten ist Petrus mit einem Schlüssel und einer Hubzange oder Fessel zu sehen, daneben befindet sich eine verwitterte Heiligenfigur mit Kreuzstab, rechts ein Drache als Symbol des Bösen, dem ein Mann ein Aspergill oder eine Keule entgegenhält.

## Ausstattung

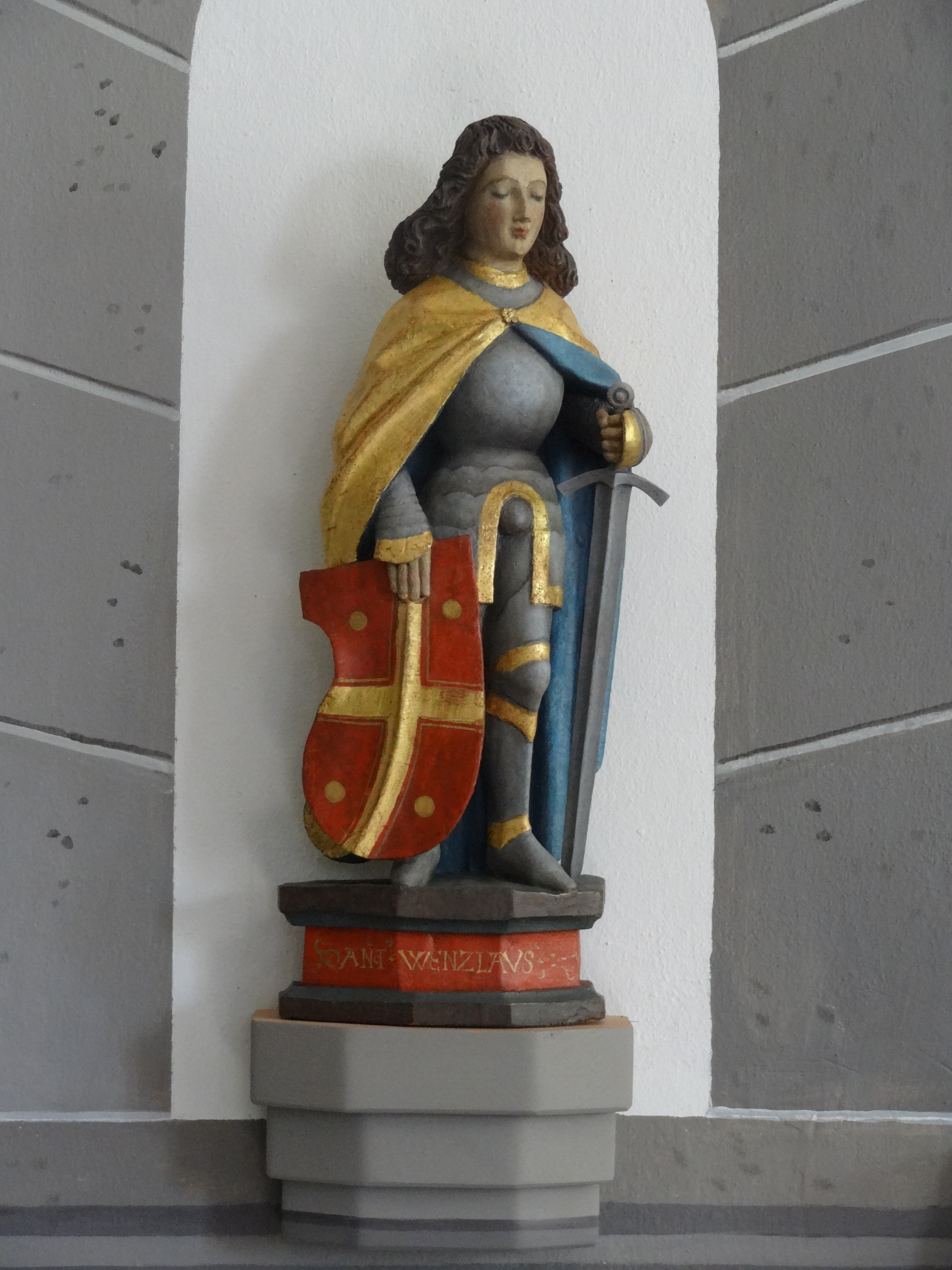
Figur des hl. Wenzel vom Hauptaltar (14./15. Jh.)

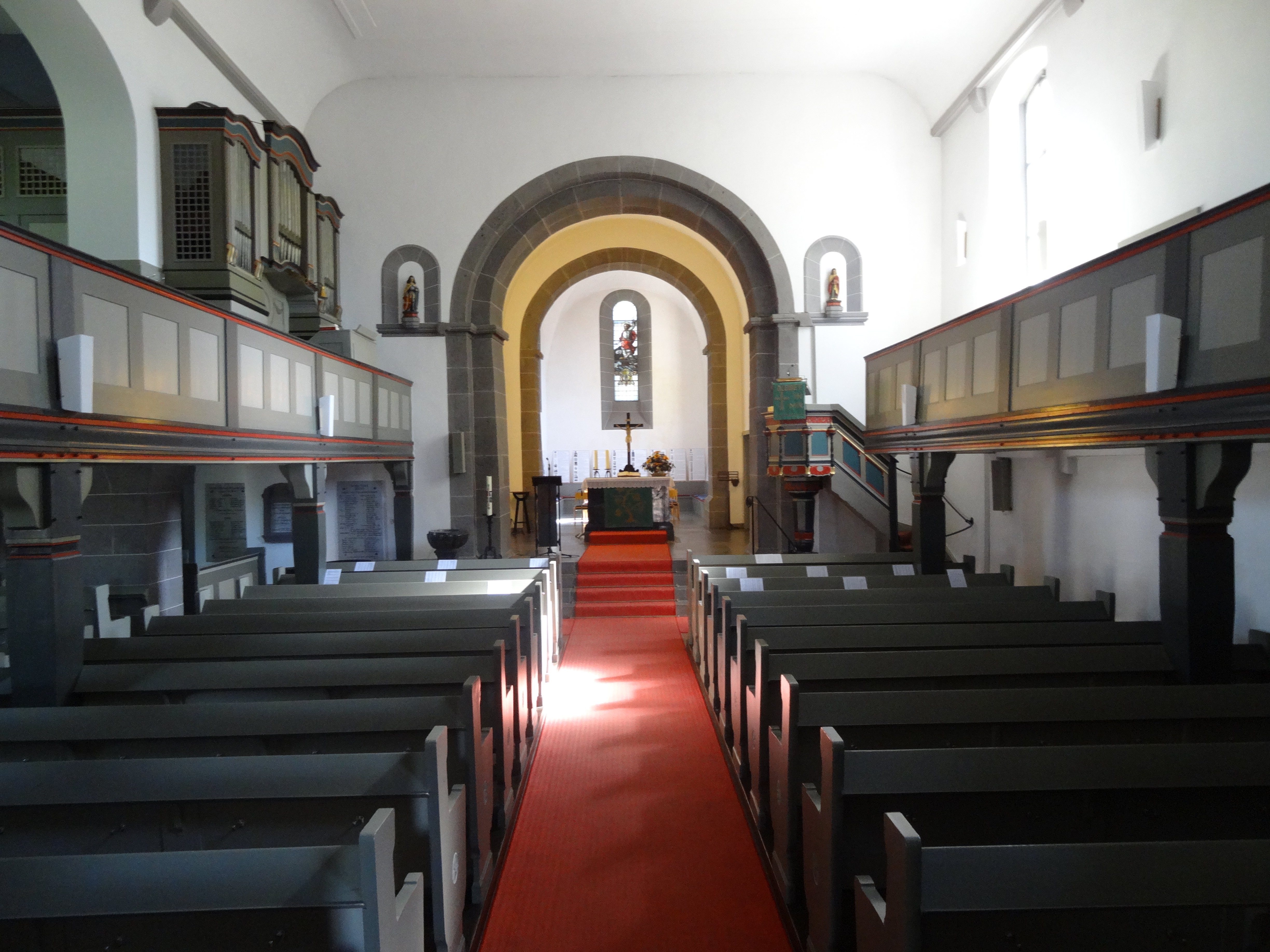
Innenraum Richtung Osten

Das Langschiff trägt innen eine flache Decke und eine dreiseitig umlaufende Empore.
Das 0,89 Meter hohe und 1,54 Meter breite romanische Taufbecken aus dem 11./12. Jahrhundert, gefertigt aus Lungstein mit Lisenen und Hufeisenfries steht vor dem Westportal. 1764 wurde ein neuer Taufstein in Form eines Muschelbeckens mit geschweiftem Fuß aus weißgeädertem schwarzem Lahnmarmor gestiftet. Die 1908 umgestaltete polygonale Kanzel von Adolph Goldmann aus dem Jahr 1818 im Zopfstil steht auf einem schmalen Holzfuß und hat keinen Schalldeckel.
Von dem 1818 abgebrochenen mittelalterlichen Hauptaltar sind zwei 63 Zentimeter hohe Holzfiguren aus dem 14./15. Jahrhundert erhalten. Die eine stellt den heiligen Wenzel, die andere den heiligen Johannes, nach anderer Deutung die heilige Margareta dar. Zwei gemalte Altarflügel aus dem 16. Jahrhundert mit der Darstellung der Geburt Christi und der Anbetung der Könige wurden am Ende des Zweiten Weltkriegs von der Wehrmacht entfernt und sind seitdem verschollen. Vermutlich wurden sie nach Darmstadt ausgelagert, wo sie verbrannten. Erhalten ist ein Altar aus schwarzem Lahnmarmor mit dem Wappen des Freiherrn von Fabrice, den der Ober- und Landeshauptmann in Hannover 1741 stiftete. Der Korpus eines Kruzifixes stammt aus dem 15. Jahrhundert; das Kreuz wurde wahrscheinlich im Jahr 1908 erneuert.
Im südlichen Querarm sind vier Grabsteine aufgestellt. Das 0,83 Meter breite und 1,85 Meter hohe Epitaph aus rotem Sandstein für Cuno von Rodenhausen († 1551) trägt vier Wappen mit Helmschmuck für die Familien von Rodenhausen, von Trohe, Löw von Steinfurth und von Selbold. Auf dem Grabstein für Johann Georg Neben († 1648) ragen zwei Arme aus den Wolken und halten einen Becher. Bei einem 0,65 Meter breiten und 1,20 Meter hohen unkenntlichen Wappenstein fehlt der obere Teil. Die Wandplatte für Johann Justus Valentini und seine beiden Kinder (0,73 Meter breit, 1,26 Meter hoch) ist ohne Jahresangabe. Über einem Oval mit Inschrift in einem Lorbeerkranz ist ein Engelkopf, darunter ein Totenkopf dargestellt.

## Orgel

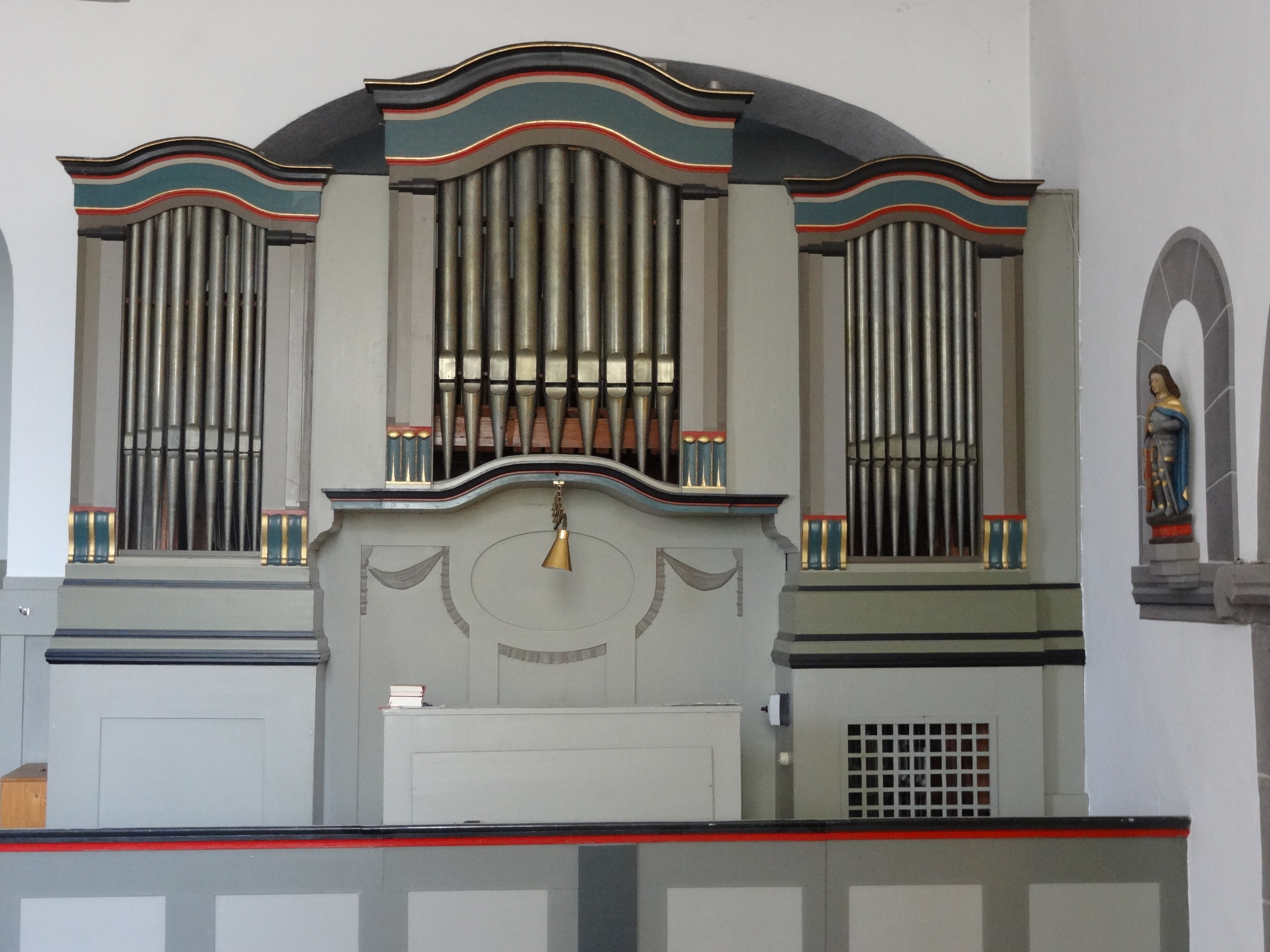
Orgel von 1908

Eine im Jahr 1669 gestiftete Chororgel wurde 1789 auf die Westempore umgesetzt. Friedrich Wilhelm Bernhard, Sohn von Johann Hartmann Bernhard, schuf 1850 ein neues Werk, das 1908 von Förster & Nicolaus Orgelbau durch einen weiteren Neubau auf der Nordempore ersetzt wurde. Die Disposition lautete:
| I Manual C–f3 |       |
| Boudon        | 16′   |
| Prinzipal     | 8′    |
| Gedackt       | 8′    |
| Flöte         | 8′    |
| Gamba         | 8′    |
| Oktave        | 4′    |
| Gedackt       | 4′    |
| Quinte        | 2 ⁄3′ |
| Oktave        | 2′    |
| Mixtur        | 2 ⁄3′ |

| II Manual C–f3  |    |
| Geigenprinzipal | 8′ |
| Salicional      | 8′ |
| Aeoline         | 8′ |
| Flauto dolce    | 8′ |
| Flöte           | 4′ |
| Gemshorn        | 4′ |

| Pedal C–d1   |     |
| Subbaß       | 16′ |
| Prinzipalbaß | 16′ |
| Oktavbaß     | 8′  |
| Violoncello  | 8′  |

Eine Generalüberholung mit Änderung der Disposition erfolgte im Jahr 1949, eine Renovierung 1977 und eine Restaurierung 2001 durch dieselbe Firma. Die Orgel mit pneumatischer Traktur und pneumatischen Kegelladen verfügt über 20 Register, die auf zwei Manuale und Pedal verteilt sind.
| I Manual C–f3 |        |
| Boudon        | 16′    |
| Prinzipal     | 8′     |
| Rohrflöte     | 8′     |
| Salicional    | 8′     |
| Oktave        | 4′     |
| Gedackt       | 4′     |
| Quinte        | 2 ⁄3′  |
| Oktave        | 2′     |
| Terz          | 1 3⁄5′ |
| Mixtur        |        |

| II Manual C–f3         |       |
| Gedackt                | 8′    |
| Gemshorn               | 4′    |
| Nasard                 | 2 ⁄3′ |
| Spitzflöte             | 2′    |
| Sifflet                | 1′    |
| Klingend Zimbel III–IV |       |

| Pedal C–d1 |     |
| Subbaß     | 16′ |
| Oktavbaß   | 8′  |
| Rohrflöte  | 4′  |
| Prinzipal  | 2′  |

- Koppeln: II/I, I/P, II/P
- Spielhilfen: Feste Kombinationen (Pleno I, Pleno II, Organo pleno)

## Glocken
Glocken sind in Großen-Linden erstmals für das 13. Jahrhundert nachgewiesen. Der Vierungsturm beherbergt gegenwärtig ein Geläut aus drei Bronzeglocken. Eine 1588 gegossene Glocke und eine vierte Glocke von 1867, die „Armsünderglocke“, wurden 1917 als Metallspende des deutschen Volkes für die Rüstungsindustrie abgeliefert und eingeschmolzen. Das dreikreisige Pilgerzeichen auf der spätgotischen Glocke von 1476 zeigt im unteren Teil eine Pietà, im oberen Kreis die Rockzeigung nach Aachener Ritus. Aufgrund unterschiedlicher Stimmtonhöhe ist bei den ersten beiden Glocken das d' so erhöht und das f' so erniedrigt, dass sich das Dreiergeläut einem Gloria-Motiv annähert (Ganzton und kleine Terz).
| Nr. | Name                          | Gussjahr | Gießer und Gussort        | Durchmesser (mm) | Masse (kg) | Schlagton (HT-1/16) | Inschrift | Bild |
| 1   | Zehnuhrglocke                 | 1712     | Dilman Schmid aus Aßlar   | 1290             | 1300       | d1+                 | „DIE SCHLAFENDE WECK ICH · DIE SUENDER SCHRECK ICH · DIE DOTTEN [Toten] BEWEIN ICH · DE IÜNGSTEN GERICHTS ERINERE ICH MICH · ALES WAS ADAM [Odem] HAT LOBE DEN HERREN HALELUIA!“ [Engel, Fries, Schild mit acht Namen] „M. RUNCKEL PASTOR P. ECKHART DIACON ICH BIN MIT GOTTES HULFE IN DISE FORM GEFLOSEN . DA DILMAN SCHMID VON ASLAR MICH GEGOSSEN FUNFZEHEN TAG HERNACH IN SOLCHEM MOND UND JAHR . ALS KEYSE . CARL. DER SECHST DURCH WAHL BESTIMMET WAR. MDCCXI“ Vier Bilder mit Unterschriften: „S. Philippus S. PETRUS S. PAULUS S. JOH.“ |      |
| 2   | Marien- oder Elfuhr-Glocke    | 1476     | Tilman von Hachenburg     | 1200             | 1100       | f1-                 | „maria heyssen ich alle bese weder verdriben ich thylman von hachenberck gois mich ano m° cccc.° lxxvi°“ (in gotischen Minuskeln). Medaillon (13 cm hoch) mit Pietà in gotischem Rahmenwerk |      |
| 3   | Herren- oder Vaterunserglocke | 1737     | Wilhelm Rincker aus Aßlar | 920              | 460        | as1                 | „SOLI DEO GLORIA WILHELM RINCKER //// ASLER GOS MICH NAC // GROSEN LINDEN 1737“ |      |

## Kirchengemeinde
Die Kirche wird von der zugehörigen evangelischen Kirchengemeinde Großen-Linden genutzt und ist in der Regel donnerstags von 14–18 Uhr und sonntags zum Gottesdienst (10.00 Uhr) geöffnet.
Die Kirchengemeinde umfasst etwa 2800 Mitglieder und gehört neben 25 anderen Kirchengemeinden in und um Gießen zum Evangelischen Dekanat Gießen, das Teil der Propstei Oberhessen innerhalb der Evangelischen Kirche in Hessen und Nassau ist.
Folgende evangelisch-lutherische Pfarrer sind seit der Reformation nachgewiesen:
- 1527–1542: Tobias Schrautenbach (Übergang der katholischen zur evangelischen Zeit)
- 1542–1546: vakant, Verwaltung durch Kaplan, später Diakon Lucas Koch
- 1546–1595: Johannes Stockhausen
- 1595–1597: Pfarrer Jodokus Phorrius
- 1597–1614: Konrad Faber
- 1614–1621: Siegfried Faber
- 1621–1647: Balthasar Müller (Möller)
- 1647–1682: Magister Philipp(us) Vigelius (Weigel)
- 1682–1699: Magister Johann Ruland Fabritius
- 1700–1709: Johann Georg Nebel
- 1709–1742: Magister Christoph Ludwig Runckel
- 1742–1747: Magister Johann Christian Eckhardt
- 1747–1771: Jakob Eberhard Fauerbach
- 1772–1788: Johann Ludwig Wilhelm Vietor
- 1788–1806: Christian Friedrich Lindenmeyer
- 1807–1837: Christian August Hoffmann
- 1837–1850: Georg Ludwig Theodor Eigenbrodt
- 185100000: Verwaltung durch Diakone Johann Christian Philipp Eckard und Christian Bender
- 1851–1874: Christoph Conrad Georg Koch
- 1875–1885: Philipp Ludwig Carl Hermann Hüffell
- 1886–1905: Gustav Adolph Hepding
- 1906–1927: Otto Oskar Schulte
- 1927–1939: Friedrich Schultheis
- 1939–1945: Friedrich Germer
- 1945–1953: Heinrich Schäddel
- 1953–1954: Schultz
- 1954–1967: Hermann Waidner
- 1967–1980: Kurt Schnabel
- 1980–1981: unbesetzt, diverse Prädikanten
- 1981–1991: Howard Gedrose
- 1991–2008: Christel Arens-Reul
- 2008–2009: Sybille Lenz, halbe Stelle
- seit 20090 : Axel Zeiler-Held

Als Diakon (zweiter Pfarrer) wirkten in Großen-Linden:
- 15400000  : Lukas Koch von Großen-Linden
- 1554–1560: Johannes Schieferstein
- 1572–1600: Tobias Stockhausen
- 1600–1614: Siegfried Fabri
- 1614–1621: Albert Mahler
- 1621–1636: Heinrich Mahler
- 1636–1661: Johannes Dofernus
- 1661–1670: Magister Johannes Keyser
- 1670–1682: Magister Johann Roland Fabricius von Ober-Widdersheim
- 1682–1732: Johann Philipp Eckhard von Großen-Linden mit
- 1710–1732: Stellvertreter (Helfer) Johann Christian Eckhard
- 1732–1742: Magister Johann Christian Eckhard
- 1742–1760: Christoph Simon Runckel
- 1760–1768: Johann Konrad Euler
- 1768–1783: Johann Ludwig Ferdinand Arnoldi, unterrichtete im Pfarrhaus Taubstumme
- 1783–1809: Christian Heinrich Degen
- 1810–1815: Georg Ludwig Beisenherz
- 1815–1825: Karl Ludwig Snell
- 1825–1836: Ludwig August Heinrich Römheld
- 1836–1843: Johann Andreas Weitzel
- 1843–1857: Johann Christian Philipp Eckhardt
- 1857–1872: Friedrich Heinrich Welker
- 1873–1887: Friedrich Jacob Ludwig Henkelmann
- 1881–1903: Ernst Schönhals
- 1904–1928: Ludwig Hainebach
- 1928–1930: Georg Adalbert Becker
- 1931–1946: vakant, betreut durch Spezialvikar Bremmer
- 1947–1958: Pfarrer Frey, Umzug nach Allendorf
- 1958–1979: keine Vikarstelle, 1979 neu genehmigt, vakant bis:
- 1985–1988: Harald Wysk
- 1988–1991: Christel Arens-Reul
- 1982–1997: Achim Keßler
- 1997–1998: unbesetzt
- 1998–2012: Johannes Blum-Seebach
- 2014–2023: Edith Höll
- seit 2025: Johannes Krug (halbe Stelle)